# Pressig
Pressig település Németországban, azon belül Bajorországban. Lakosainak száma 3920 fő (2023. december 31.). Pressig Tettau és Steinbach am Wald községekkel határos.

## Népesség
A település népessége az elmúlt években az alábbi módon változott:
| Lakosok száma | 5059 | 1806 | 3998 | 3974 | 3979 | 3981 | 3964 | 3932 | 3886 | 3920 |
|               | 1970 | 1975 | 2011 | 2012 | 2014 | 2015 | 2017 | 2019 | 2022 | 2023 |